# 24 mai 2015
Le dimanche 24 mai est le 144e jour de l'année 2015.

## Décès
- Marcus Belgrave, Trompettiste américain de jazz[1].
- Tanith Lee, Romancière britannique[2].
- Daniel Meltzer (en), Avocat américain, conseiller juridique de Barack Obama[3].
- Abraham Pincas, Peintre, chercheur, écrivain, professeur et voyageur bulgaro-franco-israélien[4].
- Guido Plante (de), Prélat et missionnaire catholique canadien[5].
- Bharat Raj Upreti, Juge népalais[6].

## Événements
- Élections législatives en Éthiopie.
- Élections municipales et élections régionales dans 13 communautés autonomes d'Espagne.
- Le réalisateur français Jacques Audiard remporte la Palme d'or du Festival de Cannes avec le long métrage Dheepan[7],[8].